# Ангриньон (станция метро)
«Ангриньо́н» (англ. Angrignon, фр. Angrignon) — станция Монреальского метрополитена, конечная на Зелёной линии. Следует за станцией «Монк». Обслуживается Монреальской транспортной корпорацией. Расположена в боро Ле-Сюд-Уэст. Открыта 3 сентября 1978 года. Рядом со станцией находится автовокзал с маршрутами на юго-запад Монреаля, Дорваль и юго-запад Квебека.

## История
«Ангриньон» — станция мелкого заложения. Построена по проекту Жана-Луи Болье, который получил за него награду — Архитектурный орден Квебека. Станция оборудована информационными экранами «MétroVision», на которых отображаются новости, рекламные ролики и время до прибытия следующего поезда.
Названа в честь Жана-Батиста Артюра Ангриньона (1875—1948) — члена муниципального совета микрорайона Кот-Сен-Поль и исполнительного комитета города Монреаль. Он наблюдал за развитием территории парка Ангриньон, который с 1927 года также носит его имя.

## Рядом
Рядом со станцией, кроме парка Ангриньон с зоопарком, располагаются торговый центр «Карфур Ангриньон» с ресторанным двориком, Коллеж общего и профессионального образования Андрэ-Лорендо, Дугласский институт психического здоровья, канал Акведук.

## Автовокзал
У станции находится большой автовокзал, который входит в транспортную систему метрополитена. «Ангриньон» — конечная автобусная остановка. Компания EXO обслуживает маршруты на Южном Берегу Монреаля; Монреальская транспортная корпорация обслуживает маршруты на острове Монреаль. Здесь же находится перехватывающая парковка.
 Маршруты STM: (регулярные) 36 «Монк», 37 «Жоликёр», 78 «Лорендо», 106 «Ньюмэн», 109 «Бульвар Шевченко», 110 «Сентраль», 113 «Лапьер», 195 «Шербрук / Нотр-Дам»; (экспрессы) 406 «Экспресс Ньюмэн», 495 «Экспресс Лашин / Ла-Саль»; (ночные) 350 «Верден / Ла-Саль».
 Маршруты EXO: (регулярные) 111 «Ормстаун—Монреаль», 200 «Ангриньон — Колледж Андрэ-Лорендо — Автопарк Жорж-Ганье», или «Экспресс Ла-Саль», 1 «Валлифилд—Монреаль», 31, 32 «Шатоге—Монреаль», 98 «Канаваке—Монреаль» (с понедельника по пятницу); (дополнительно в часы пик) 21, 22, 23, 24, 25, 26, 29 «Шатоге—Монреаль».